# Lake Victoria (Neuseeland)
Der Lake Victoria ist ein Gebirgssee im Southland District der Region Southland auf der Südinsel von Neuseeland.

## Geographie
Der See befindet sich auf einer Höhe von 1290 m in den Kepler Mountains, rund 5,5 km ostnordöstlich des Ende des North Arm des Lake Manapouri. Bei einer Seefläche von 26,1 Hektar misst der See eine Länge von rund 735 m und eine maximale Breite von rund 610 m. Der Umfang des Seeufers beträgt rund 2,24 km.
Der Hauptzufluss des Lake Victoria erfolgt im Westen durch zwei vorgelagerte und höher gelegene kleinere Seen, wohingegen der Abfluss des Sees an seinem östlichen Ende über einen rund 3,6 km langen Stream in den Iris Burn erfolgt.